# La Romana
La Romana je grad u Dominikanskoj Republici. 
La Romana je središte jugoistočne provincije La Romane, grad je nalazi nasuprot otoka Cataline. Zaštitnica grada je sveta Rosa iz Lime. Susjedni veći gradovi su San Pedro de Macorís i Santo Domingo de Guzmán. Područje grada jedno je od najpopularnijih turističkih destinacija u zemlji zbog prekrasnih plaža i turističke infrastrukture koja je izgrađena. Turizam zauzima važnu ulogu u razvoju tako da veliki dio stanovništva radi u turizmu a nezaposlenost je vrlo mala. Godine 2000. otvorena je Zračna luka La Romana, a u prosincu 2002. obnovljena morska luka koja osim pretovara robe služi za prihvat turističkih brodova.

## Stanovništvo
Prema popisu stanovništva iz 2010. La Romana ima 130.426 stanovnika što se odnosi na uži dio grada.
Područje utjecaja grada imalo je kroz posljednjih nekoliko desetljeća:
- 1981. godina : 91.571 stanovnika
- 1993. godina: 140.200 stanovnika
- 2004. godina: 171.500 stanovnika
- 2012. godina : 227.856 stanovnika

## Vanjske poveznice
- Službene stranice gradskog vijeća